# Algebra homologiczna
Algebra homologiczna – dział algebry będący swoistym zapleczem topologii algebraicznej, na którą składają się między innymi niektóre obszary teorii grup, teorii modułów i teorii pierścieni, przejawiający przy tym ścisły związek z teorią kategorii. W wąskim rozumieniu obiektem badań algebry homologicznej są funktory pochodne, ich własności i sposoby obliczania. W szerszym rozumieniu algebra homologiczna zajmuje się również kategoriami pochodnymi, różnymi topologiami Grothendiecka (etalna, Nisnevicha, płaska itp.) i snopami na tych topologiach − w ten sposób geometria algebraiczna czerpie z algebry homologicznej.